# Dune (Italie)
Pour les articles homonymes, voir Dune (homonymie).
Dune est une frazione de la commune d'Agrigente dans la province d'Agrigente de la Sicile. 